# Amotion
Amotion (estilizado aMOTION) es un set de DVD–CD de la banda estadounidense de rock A Perfect Circle, lanzado al mercado el 16 de noviembre de 2004, solo dos semanas después del lanzamiento de su anterior álbum, eMotive. 
El DVD consiste en vídeos musicales de canciones como "Judith", "3 Libras" y "Weak and Powerless", además de vídeos inéditos de sencillos como "Blue" yand "Thinking of You". El CD está repleto de remezclas de sencillos de los álbumes Mer de Noms y Thirteenth Step. Las canciones fueron remezcladas por Danny Lohner, Joshua Eustis, Massive Attack y James Iha, entre otros.
El DVD debutó en el puesto número cuatro de los mejores vídeos musicales de SoundScan y en el puesto número diez de la lista australiana de DVD. aMOTION fue certificado platino por la RIAA el 17 de diciembre de 2004.

## Lista de canciones (DVD)
1. "Judith" (Unedited music Video)
2. "3 Libras" (Video)
3. "Weak and Powerless" (Unedited Video)
4. "The Outsider" (Edited Video)
5. "Thinking Of You" (Video)
6. "Counting Bodies Like Sheep to the Rhythm of the War Drums" (Video)
7. "Blue" (Contest Winner's Video)
8. "The Noose" (Live Video)
9. "Imagine" (Video)
10. "The Outsider" (Director's Cut Video)
11. "Blue" (A Runner-up's Video)
12. "Blue" (B Runner-up's Video)
13. "Blue" (C Runner-up's Video)
14. "Bikini Bandits Experience" (Trailer)
15. "Bikini Bandits Save Christmas" (Trailer)
16. "Bikini Bandits Sauvent Le Monde" (Trailer)

## Lista de canciones (CD)
Todas las letras escritas por A Perfect Circle.
| N.º | Título                                                | Música                                             | Duración |  |
| 1.  | «Judith [Renholdër Mix]»                              | Danny Lohner, Joshua Eustis                        | 4:24     |  |
| 2.  | «3 Libras [Feel My Ice Dub Mix]»                      | Danny Lohner                                       | 4:28     |  |
| 3.  | «The Outsider [Apocalypse Mix]»                       | Danny Lohner                                       | 5:28     |  |
| 4.  | «Weak And Powerless [Tilling My Grave Renholdër Mix]» | Danny Lohner, Wes Borland, Joshua Eustis           | 3:05     |  |
| 5.  | «The Outsider [Frosted Yogurt Mix]»                   | James Iha                                          | 4:07     |  |
| 6.  | «Blue [Bird Shake Mix]»                               | James Iha, George Sanoff                           | 3:56     |  |
| 7.  | «3 Libras [All Main Courses Mix]»                     | Robert "3D" Del Naja (acreditada a Massive Attack) | 7:16     |  |
| 8.  | «The Hollow [Constantly Consuming Mix]»               | Paz Lenchantin                                     | 3:39     |  |
| 9.  | «The Hollow [The Bunk Mix]»                           | Troy Van Leeuwen, Josh Abraham                     | 3:12     |  |